# テキサス・レンジャー

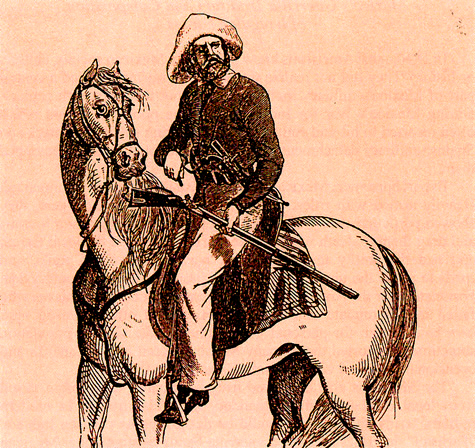
テキサス・レンジャー（1846年）

テキサス・レンジャー（英語: The Texas Ranger）は、米国テキサス州公安局 (Texas Department of Public Safety) に属する法執行官。アメリカ最古の州法執行機関であり、ハイウェイパトロール (Texas Highway Patrol) とともに、州公安局の中核を担っている。
メジャーリーグのチーム「テキサス・レンジャーズ」は本隊にちなんで命名されたものである。

## 歴史
1821年、スティーブン・オースティンはメキシコ領テキサスへの入植の認可を得て、まず300家族が移民した。入植地の拡大に伴って、アメリカ先住民族の襲撃に対抗するための自警団が必要になったことから、1823年、オースティンは10人の志願者を募り、騎馬による警邏隊を組織した。当時、地域内を巡回するという意味の"range"からの派生語として、騎馬パトロール隊員が"ranger"と呼ばれていた。
1835年にテキサス革命が勃発すると、暫定政府は3個中隊からなるレンジャー部隊を設置した。これは軍の指揮下で国境警備にあたる騎兵部隊だったが、テキサス共和国成立後、更にはテキサス併合後も存続し、次第に州内全域の一般警察活動も所掌するようになっていった。
20世紀に入ると、モータリゼーションの進展とともに街道上の治安維持が問題になり、全米でハイウェイ・パトロールの発足が相次いでおり、テキサス州でも1929年に設置されていた。そして1935年に州公安局が設置され、テキサス・レンジャーは、ハイウェイ・パトロールとともにその傘下に入った。

## 編制

### 組織
もともと、州公安局の各部門はそれぞれ別々に出先機関を設ける縦割り方式をとっていたが、1957年の再編の際に6つの地区ごとに分ける横割り方式が採用された。これにあわせて、テキサス・レンジャーも6個中隊に再編され、地区司令部と同じ管轄区域が割り振られた。しかし地区司令部の指揮下にあるわけではなく、運用担当副局長と調整はするものの、公安局長の直轄下にある。
現在、テキサス・レンジャー部は人員222名（レンジャー162名と一般職員60名）を擁している。上記の6個地区中隊のほかに特殊作戦群（SOG）が設置されており、SWAT部隊や爆発物処理班、国境警備のための偵察部隊などが編成されている。

### 人材
レンジャーに就任するには8年以上の法執行官としてのキャリアと 2 年以上のテキサス公安局における職歴等の資格要件がある。つまり仲間内からしか新しいレンジャーは生まれない。平均年齢も44歳となっている。
歴史と伝統に基づく誇りを大切にし、現在でも新任のレンジャーはブーツ、白のカウボーイハット、ピストルベルトを前任者より引継ぐ。発足当時より、僅かな日当以外、馬や銃などの装備類はすべて自分持ちであったことから、現在でも制服はない。日常業務時には胸にバッジを付け、ブーツを着用することになっている。一般に武装は .45口径のM1911A1または .357口径リボルバーであるが、未だにコルトSAAを携行するレンジャーもいる。
その伝統から白人のみの組織と思われがちだが、特に現在では黒人やヒスパニックなど白人以外の人種も受け入れている。

## その他

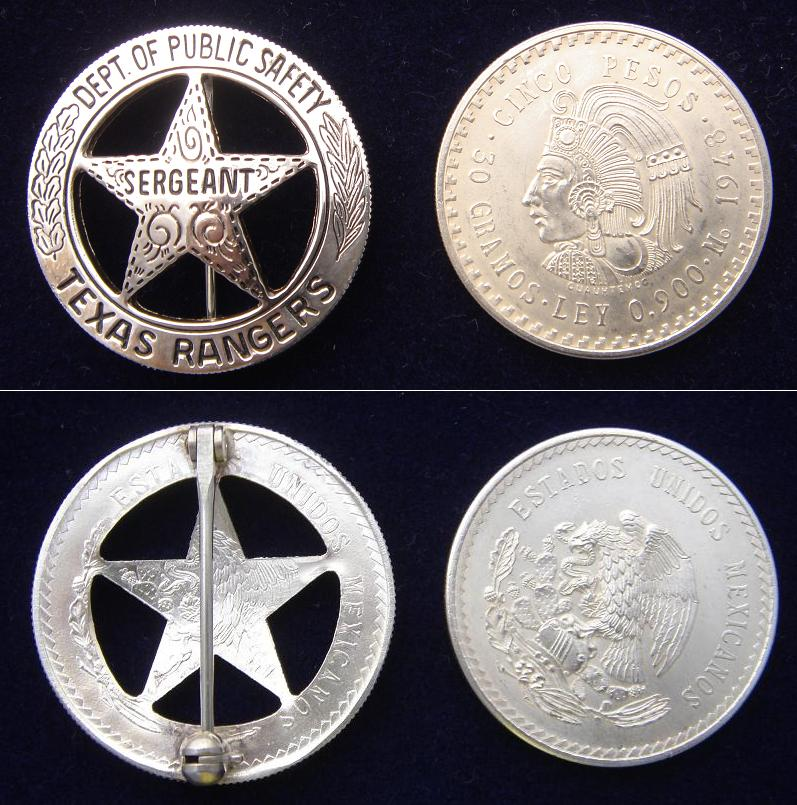
テキサス・レンジャーのバッジ

- 1987年の州法改正によりテキサス・レンジャーは廃止されないこととなった。条文は“テキサス・レンジャーに関係する部門はこれを廃止してはならない ”(The division relating to the Texas Rangers may not be abolished.) 。
- 現行バッジの素材は、メキシコ・ペソ硬貨である。現在レンジャー達が胸に着けているバッジは1962年10月から使用されているもので、1938年から数えると3代目にあたる。SERGEANT（現在OFFICERランクはいない）からLIEUTENANTランクまでは「クワウテモク王の５ペソ銀貨」、CAPTAINからCHIEFランクまでは「勝利の女神５０ペソ金貨」が継続して使用されている。（写真参照：現行SERGEANTランクバッヂとクワウテモク王5ペソ銀貨の表・裏面）いずれもサークル・スターを直接、王と女神の面に打ち抜いているため、裏面はコインの刻印が、周囲にはコインのギザギザが残っている。

## 「影」の部分
正義のヒーローとして数々の武勇伝に飾られたテキサス・レンジャーであるが、その「正義」とは専らアングロサクソン系アメリカ人の視点からのものであって、先住民であるインディアンや、国境を接するメキシコ人達にとっては全くの「不正義」といえるものであった。とりわけメキシコ人に対しては「文明的に劣っている」と信じていたため、法執行官という権力を持つ者が行った悪辣な暴虐の類は目を覆うものが数多い。インディアンにいたっては後年、キリスト教徒でないという理由だけで人間として扱うことすらなかった。
- 「盗まれた牛馬を取り返す」のを理由としてしばしば集団でメキシコへ越境し、結果として無関係のメキシコ人多数を銃で撃った。
- 米墨戦争終結時のグアダルーペ・イダルゴ条約において保証されていたテキサス州内の元メキシコ人らの各種権利をことごとく反故にする企みの手助けに、テキサス・レンジャーの法執行権限が悪用された[9]。場合によってはテキサス・レンジャーが主導的に行うこともあった。
- サンディエゴ計画に端を発する急激なレンジャー増員では、その質が大いに低下し、事後に行われた議会による調査だけでも相当数の暴虐行為が露見した[9]。

## テキサス・レンジャーの登場する作品
- ラジオドラマ『ローン・レンジャー』（1933年、The Lone Ranger、原作： ジョージ・W・トレンドル、フラン・ストライカー）
- 映画 『俺たちに明日はない』（1967年、Bonnie and Clyde、主演： ウォーレン・ベイティ）
- 映画 『テキサスSWAT』（1983年、Lone Wolf McQuade、主演： チャック・ノリス）
- テレビドラマ 『炎のテキサス・レンジャー』（1993年 - 2001年、Walker, Texas Ranger、主演： チャック・ノリス）
- 映画 『テキサス・レンジャーズ』（2002年、Texas Rangers、主演： ジェームズ・ヴァン・ダ・ピーク）
- テレビ映画 『炎のテキサス・レンジャー リターンズ』（2005年、Walker, Texas Ranger: Trial by Fire、主演： チャック・ノリス）
- 映画 『チアガール VS テキサスコップ』（2005年、Man of the House、主演： トミー・リー・ジョーンズ）
- 映画『トゥルー・グリット』（2010年、True Grit、主演：ジェフ・ブリッジス）
- 映画『ザ・テキサス・レンジャーズ』（2019年、The Highwaymen、主演：ケビン・コスナー）